# 佩梅纳德
佩梅纳德（法語：Peymeinade，法語發音：[pɛmenad]）是法国滨海阿尔卑斯省的一个市镇，位于该省西南部，属于格拉斯区。

## 地理
佩梅纳德（43°38'32"N, 6°52'33"E）面积9.76 平方千米，位于法国普罗旺斯-阿尔卑斯-蓝色海岸大区滨海阿尔卑斯省，该省份为法国东南部沿海省份，南濒地中海，西南至瓦尔省，西北接上普罗旺斯阿尔卑斯省，北部和东部与意大利接壤。
与佩梅纳德接壤的市镇（或旧市镇、城区）包括：锡亚涅河畔欧里博、卡布里斯、格拉斯、斯佩拉塞德、勒蒂涅、塔讷龙。

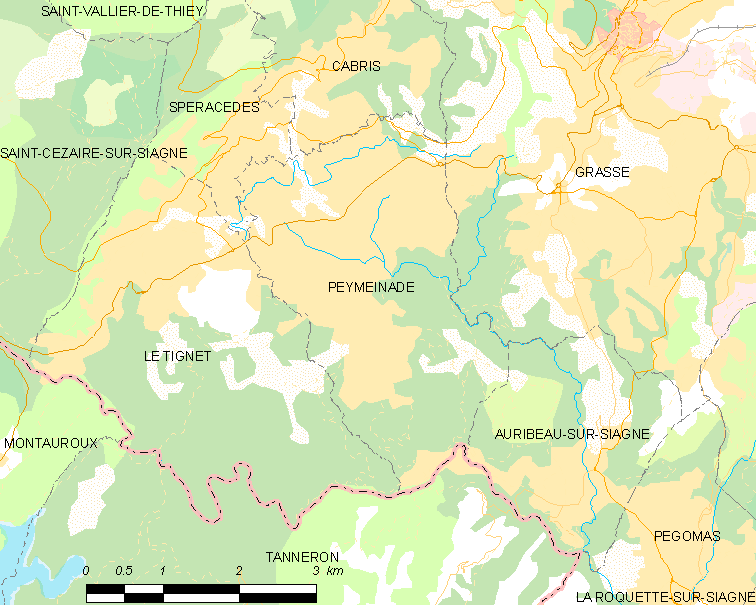
佩梅纳德的OSM定位图

佩梅纳德的时区为UTC+01:00、UTC+02:00（夏令时）。

## 行政
佩梅纳德的邮政编码为06530，INSEE市镇编码为06095。

## 政治
佩梅纳德所属的省级选区为格拉斯第一县。

## 人口

1962-2008年间佩梅纳德人口变化图示

佩梅纳德于2022年1月1日时的人口数量为8491人。